# Perichorese
Perichorese is een metafoor waarmee de samenhang van de drie personen binnen de Drie-eenheid van de Christelijke God wordt omschreven. Het geeft weer dat de drie personen Vader, Zoon en Heilige Geest elkaar zodanig doordringen dat zij een gezamenlijke natuur hebben.

## Begrip
Het Griekse zelfstandig naamwoord perichoresis komt reeds in de 5e eeuw voor Christus voor bij Anaxagoras, waar het rotatie betekent. Als werkwoord komt het ook voor bij Herodotus en Aristophanes, in de betekenis van rondreiken (van een kruik wijn e.d.) of iets omringen. Deze laatste betekenis wordt overgenomen in de christelijke theologie.
In het Nieuwe Testament komt de term perichoresis niet voor. We vinden het voor het eerst in de 4e eeuw bij Gregorius van Nazianze, die er de gemeenschap van de twee naturen van Christus mee omschrijft. Als min of meer vastomlijnd theologisch begrip wordt het echter pas vanaf de 8e eeuw gebruikt, allereerst door Johannes Damascenus. Het heeft vanaf dan steeds betrekking op de christologie en Triniteit.

## Perichoretische Theologie
In de 12e en 13e eeuw komen Latijnse vertalingen in zwang, vooral circumincessio en circumsessio. Het richt zich op de wederzijdse doordringing van de drie Personen. Met name de heilige Bonaventura en Duns Scotus, beiden franciscaan, gebruiken het. Het Concilie van Florence (1441) neemt de term in het jacobietendecreet op. De circumsessio wordt gebruikt in verwijzing naar het vides trinitatem, si caritatem vides van Augustinus: zonder Liefde die God is, kan niet over perichorese gesproken worden.